# موز باهر
موز باهر أو إنستية باهرة (الاسم العلمي: Ensete superbum)، نوع نبات من فصيلة الموزية موطنها الهند.

## الوصف
يُعرف النبات جيدًا في منطقة الغات الغربية وتلال أنامالاي وبعض التلال الأخرى في جنوب الهند في دينديغول وأجزاء أخرى من شبه جزيرة الهند. كما سُجل في غابات جهدول وأوغنا في راجستان، شمال الهند. هناك أيضًا تقارير عن نوع مماثل في تايلاند، ولكن لم يتم وصفه رسميًا بعد.